# 킬케니 고양이

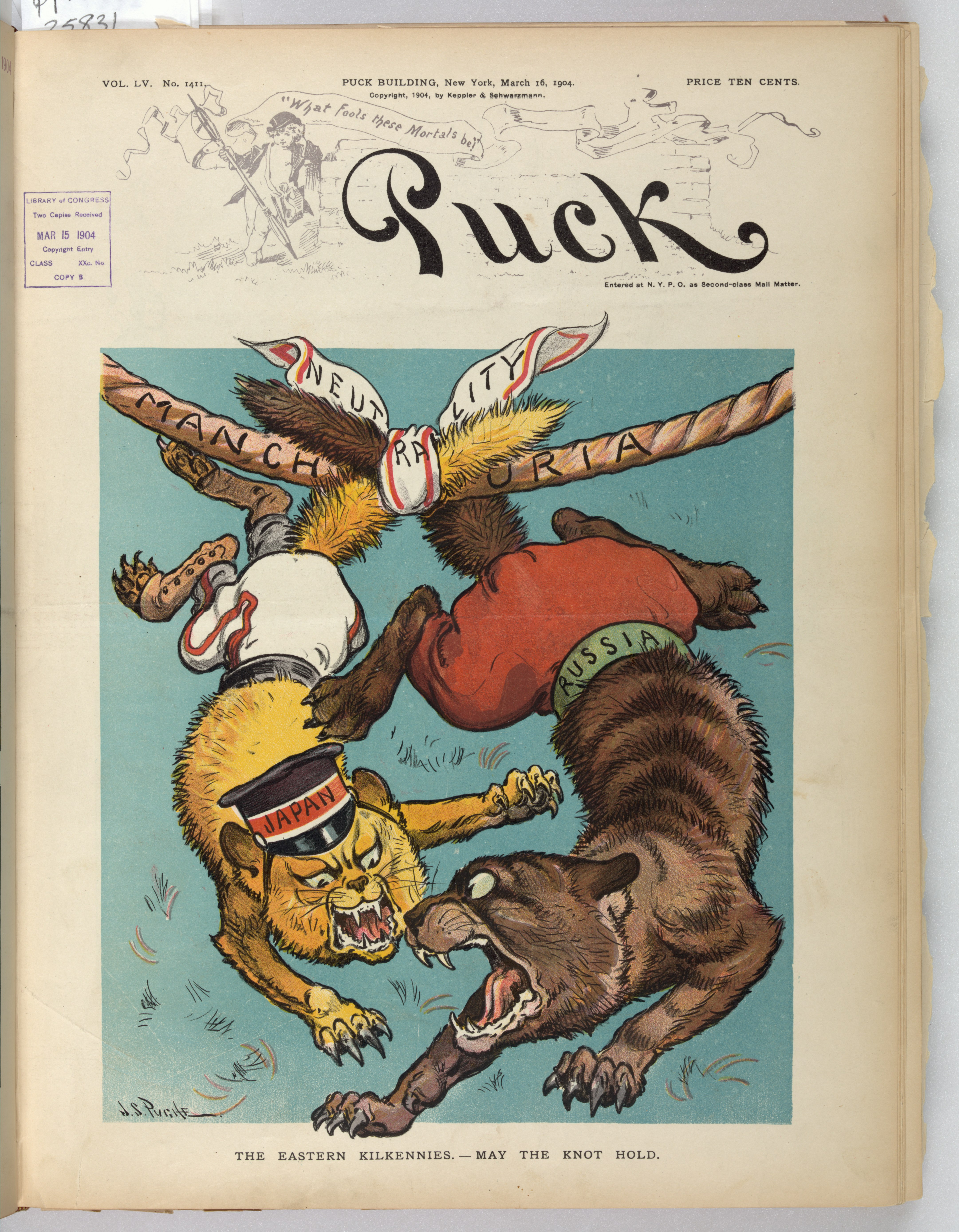
일본과 러시아의 만주에 대한 지배권을 두고 일어난 러일전쟁을 킬케니 고양이에 빗대 묘사한 삽화

킬케니 고양이(Kilkenny cat)는 아일랜드 속담에 나오는 고양이 두마리로, 싸움이 붙으면 둘 중 하나가 다른 하나를 잡아먹을 때까지 싸운다는 아일랜드 설화속의 고양이에 관한 이야기이다. 킬케니는 아일랜드의 도시이다.

## 같이 보기
- 상호확증파괴
- 용아병